# Conización
La conización es un procedimiento terapéutico-diagnóstico, el cual se realiza en el  cuello uterino. Se practica una incisión en forma de cono, utilizando bisturí quirúrgico o radiocirugía, para hacer la exéresis de procesos patológicos que engloben tanto el exocervix como el endocérvix, de etiología variada. Este cono obtenido es susceptible a estudiar por anatomía patológica para corroborar en algunos casos el diagnóstico y en otros para hacerlo.
La conización también se puede utilizar para tratar resultados moderados o severos en una biopsia (NIC II o III). El cáncer de cuello uterino en sus primerísimas etapas (etapa 0 o IA1) se puede tratar con conización. Las células anormales del canal cervical, incluyendo adenocarcinoma in situ, se pueden diagnosticar y algunas veces tratar con conización quirúrgica.